# Club Nàutic Bétulo
El Club Nàutic Bétulo és un club nàutic de Badalona, que rep el nom de l'antiga denominació romana de la ciutat. Va iniciar la seva activitat l'any 1973. Es troba a la vora del mar, a la platja de Badalona. Es va bastir sobre les instal·lacions dels antics Banys Maricel. El club té una escola de vela, reconeguda per la Federació Catalana de Vela en la formació de futurs regatistes. També organitza anualment el Campionat de fotografia submarina. Les activitats principals d'aquest club són el windsurf, la vela lleugera, rem amb llagut, caiac, motonàutica i submarinisme.